# Muhammad Asad
Muhammad Asad, ursprungligen Leopold Weiss, född 2 juli 1900 i Lemberg i Österrike-Ungern (nu Lviv i Ukraina), död 1992, var en polsk författare och diplomat samt en av de första pakistanska ambassadörerna för Förenta Staterna. 
Asad härstammade från en ansedd och lärd judisk familj. Hans farfar var en ortodox rabbin och han ville att hans äldste son Akiva Weiss, Asads far, också skulle bli rabbin och på så sätt fortsätta med familjetraditionen som var många generationer gammal. Fadern bröt dock släkttraditionen omfattande många generationer och blev istället advokat.
Under sin uppväxt fick Asad en bred och detaljerad undervisning i alla grenar av judisk religionskunskap. När han var bara 13 år kunde han aktivt läsa och skriva hebreiska. Dessutom var han kunnig i arameiska, vilket senare kom till nytta och hjälpte honom att bemästra arabiska. I sitt letande efter sanningen konverterade Asad till islam år 1926 och ändrade då också sitt namn. I sin bok The Road to Mecca (i svensk översättning Vägen till Mecka, Bonnier, 1956) skrev Asad om sin väg till islam.
Under perioden 1964–1980 arbetade Asad med en översättning av Koranen till engelska samt med kommentarer (tafsir) till Koranen med titeln The Message of the Qur’an. Detta var enligt Asad själv hans viktigaste livsverk och tillförde mycket till tafsirvetenskap. Dessa kommentarer finns översatta till svenska av Mohammed Knut Bernström och infogade som löpande kommentarer och bihang i dennes auktoriserade koranöversättning Koranens budskap (Proprius, 2000).
Han begravdes på en liten muslimsk begravningsplats i Granada i Spanien.